# Lebertia martisensis
Lebertia martisensis är en kvalsterart som beskrevs av Marshall 1943. Lebertia martisensis ingår i släktet Lebertia och familjen Lebertiidae. Inga underarter finns listade i Catalogue of Life.